# The Intro
The Intro es el debut EP de la cantante y compositora canadiense Ruth B. Fue lanzado el 27 de noviembre de 2015, y fue recibido con revisiones generalmente positivas.

## Crítica
El álbum obtuvo críticas positivas al estrenarse, con críticas alabando las letras del álbum y la interpretación vocal de Ruth B. Andy Kellman, que escribe para AllMusic, llama a las letras "elegantes y directas" y concluye que el EP es "todas las canciones de amor dolorosas que son, sin embargo, reconfortantes".  El álbum tiene una puntuación de 60/100 El Año.

## Comercialización
El EP debutó en el número 20 en el Billboard Canadian Albums Chart y el número 52 en la cartelera 200 de los Estados Unidos. The Intro también alcanzó el número 7 en la lista Americana / Folk Albums.

## Lista de canciones
| N.º | Título             | Duración |  |
| 1.  | «2 Poor Kids»      | 3:47     |  |
| 2.  | «Lost Boy»         | 4:36     |  |
| 3.  | «Golden»           | 4:36     |  |
| 4.  | «Superficial Love» | 3:26     |  |